# Alcino

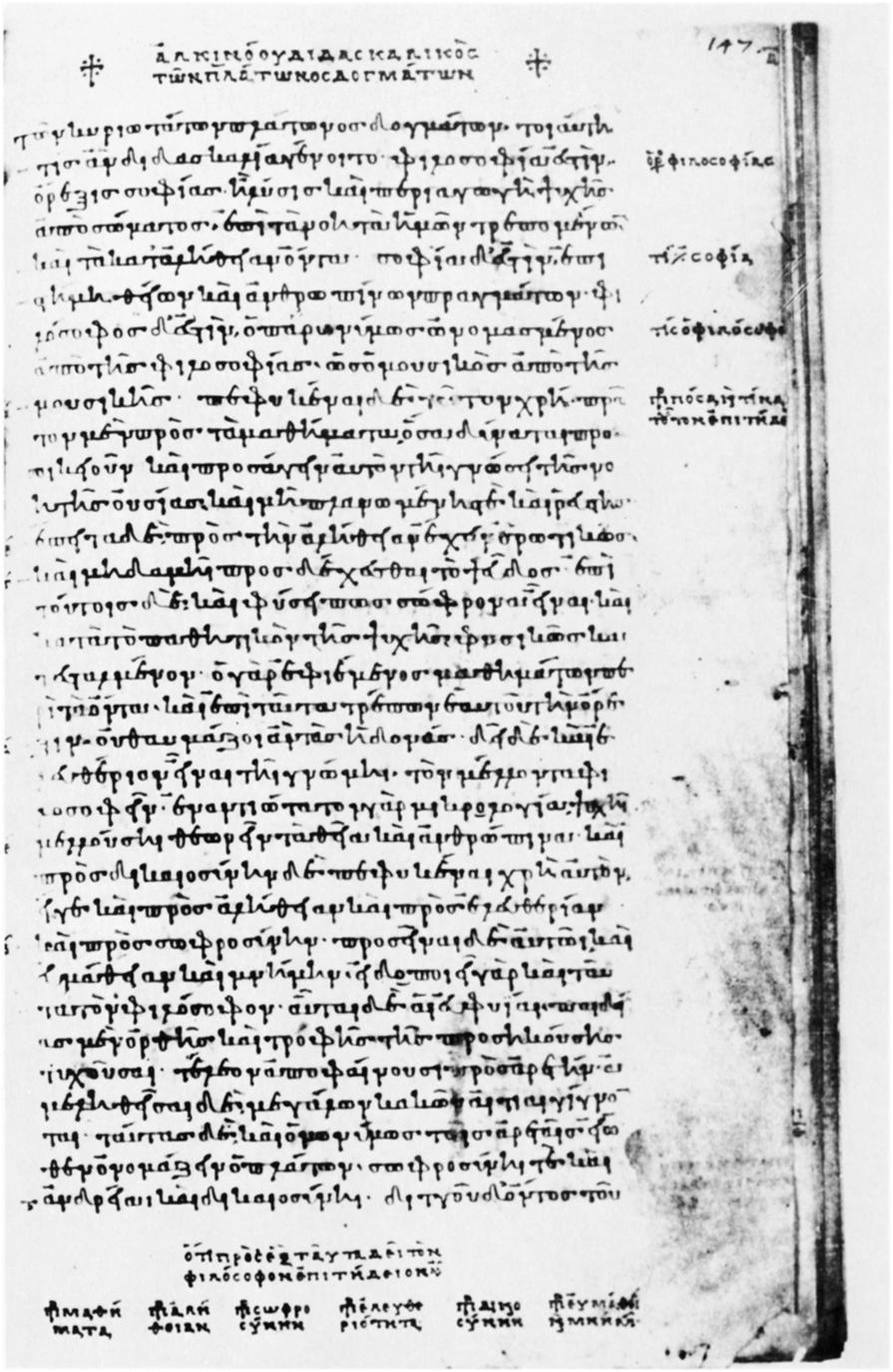
Manuscrito original de Alcino.

Alcino (en griego Ἀλκίνοος), también conocido como Alcinoos o Alkinoos, fue un filósofo del platonismo medio. Probablemente vivió en el siglo ii, aunque no se conocen datos de su vida. Es el autor de la obra El manual del platonismo, un epítome del platonismo medio cuyo objetivo es servir de manual para maestros. A veces, algunos estudiosos lo han identificado con Albino, el platonista del siglo ii.